# Tyler Smith (football américain)
Pour les articles homonymes, voir Tyler Smith.
(en) Statistiques sur pro-football-reference
Tyler Smith, né le 3 avril 2001 à Fort Worth dans l'État du Texas aux États-Unis, est un joueur professionnel américain de football américain.
Il joue au poste d'offensive guard pour la franchise des Cowboys de Dallas dans la National Football League (NFL) depuis 2022.

## Biographie

### Jeunesse et carrière universitaire
Smith grandit à Fort Worth en compagnie de son frère Isaac et sa mère Patricia. Sa mère, monoparental et travaillant deux emplois pour subvenir à sa famille, est décrite par Smith comme son inspiration en matière d'éthique de travail. Alors qu'il joue pour la North Crowley High School, il fait le saut de la ligne défensive à la ligne offensive. Atteint de la maladie de Blount, il doit se faire opéré à la jambe pour avant sa dernière année. Initialement recruté par les Wildcats d'Abilene Christian, Smith retire son engagement avec l'équipe lorsqu'il reçoit des offres de la FBS. Ayant reçu des bourses de quatre institutions de cette conférence, il rejoint le Golden Hurricane de Tulsa au détriment de Navy, Houston et Nouveau-Mexique,.
Alors que Smith joue en Oklahoma, il se fait recruter par des équipes plus prestigieuses, mais refuse de transférer car il désire rester avec une équipe qui croyait en lui initialement. Alors qu'il lui reste un an d'admissibilité, il se déclare comme éligible à la draft de 2022, devenant le plus jeune joueur de ligne offensive éligible à l'encan. Initialement vu comme un espoir de seconde ronde par Dan Brugler, Smith n'est pas un régulier des visites limités au 30 meilleurs candidats. Cependant, une simulation projective peu avant l'événement par Mel Kiper lance des rumeurs qu'il pourrait être choisi au premier tour. Ceci se concrétise lorsqu'il est choisi par les Cowboys de Dallas au 24e rang, l'équipe basée prêt d'où il a joué au lycée,.

### Carrière professionnelle
À son arrivée avec les Cowboys, Smith est pressenti pour débuter comme guard avant de faire la transition comme tackle quand Tyron Smith, en fin de carrière, quitte l'équipe. Cependant, une blessure à ce dernier force Tyler Smith à jouer comme tackle à gauche dès sa saison recrue. Cependant, c'est lorsqu'il revient à l'intérieur de la ligne offensive que le Smith démontre son potentiel. Classé comme 9e meilleur guard de la ligue pour la saison et son jeu et comparé à Larry Allen, considéré comme l'un des meilleurs guards de l'histoire de la franchise et de la ligue. À la fin de la saison, il participe au Pro Bowl et est nommé sur la deuxième équipe All-Pro.
Après la saison 2023, Tyrone Smith quitte l'équipe et le débat sur la future position de Tyler Smith reprend. Bien que Smith ait été repêché pour devenir tackle, son bon jeu comme guard pousse plusieurs, dont Smith lui-même, à suggérer qu'il pourrait rester à cette position. Au final, malgré quelques snaps comme tackle, Smith joue la majorité de la saison 2024 comme guard entre autres par l'arrivée de la recrue Tyler Guyton.